# Omphale foveata
Omphale foveata är en stekelart som beskrevs av Christer Hansson 1997. Omphale foveata ingår i släktet Omphale och familjen finglanssteklar.
Artens utbredningsområde är:
- Costa Rica.
- Ecuador.

Inga underarter finns listade i Catalogue of Life.